# فرودگاه سالمو
فرودگاه سالمو (به انگلیسی: Salamo Airport) یک فرودگاه با کد یاتا SAM است . این فرودگاه در شهر سالامو کشور پاپوآ گینه نو قرار دارد و در ارتفاع ۱۵ متری از سطح دریا واقع شده است.